# Десау-Рослау
Десау-Рослау (њем. Dessau-Roßlau) град је у њемачкој савезној држави Саксонија-Анхалт. Посједује регионалну шифру (AGS) 15001000, NUTS (DEE01) и LOCODE код.

## Географски и демографски подаци
Град се налази на надморској висини од 60 метара. Површина општине износи 244,6 km². У самом граду је, према процјени из 2010. године, живјело 88.693 становника. Просјечна густина становништва износи 363 становника/km².

## Међународна сарадња
| Мјесто     | Држава    | Врста сарадње | Од    |
| ---------- | --------- | ------------- | ----- |
| Рогачов    | Русија    | контакт       | 1991. |
| Гливце     | Пољска    | партнерство   | 1992. |
| Аржантеј   | Француска | партнерство   | 1959. |
| Клагенфурт | Аустрија  | партнерство   | 1971. |
| Извор      |           |               |       |